# Hino da Transnístria
O Hino da Transnístria é chamado de "Nós te louvamos, Transnístria" (em romeno:  Slăvită să fii, Nistrene, em moldavo:  Слэвитэ сэ фий, Нистрене, em russo:  Мы славим тебя, Приднестровье, em ucraniano:  Ми славимо тебе, Придністров’я). A música é de Boris Alexandrovich Alexandrov, e a letra é de Boris Parmenov, Nicholas Bozhko e Vitaly Pishenko.
O hino tem letra em todas as três línguas oficiais da Transnístria: moldavo, russo e ucraniano. No entanto, as versões não são completamente traduções literais uma da outra. A melodia do hino vem da canção patriótica russa "Viva a Nossa Potência" (Да здравствует наша держава), uma composição de 1943, que foi uma das músicas propostas para ser o hino da antiga União Soviética. A composição de Boris Alexandrov foi, porém, rejeitada em favor de uma apresentada por seu pai, Alexander Alexandrov.

## Regulamentos para o uso do Hino
O hino nacional da Pridnestrovskaia Moldavskaia Respublika pode ser executado de forma orquestral, coral, orquestral-coral ou outra forma vocal e instrumental. Ao mesmo tempo, meios de gravação de som e vídeo, bem como meios de transmissão de televisão e rádio, podem ser usados.
O hino nacional da Pridnestróvia deve ser executado exatamente de acordo com a edição musical e o texto aprovados, nos casos previstos por esta lei. Outras edições e textos musicais (traduções) da obra especificada não são o Hino Nacional da Pridnestróvia.
O hino será tocado nas seguintes ocasiões:
- depois de prestar juramento ao assumir o cargo de presidente da República Pridnestroviana;
- na abertura da primeira e no encerramento das últimas reuniões do Conselho Supremo, assim como após sua convocação;
- durante a cerimônia oficial de elevação da bandeira do estado da Transnístria;
- diariamente no início e no final da transmissão de programas de televisão e rádio na televisão e no rádio estatais;
- durante a cerimônia de reunião e despejo de pessoas que visitam as autoridades estatais da República da Moldávia da Transnístria com uma visita oficial de pessoas (delegações) de países estrangeiros. O hino nacional da Transnístria é realizado após a execução do hino do respectivo estado.
- na abertura de monumentos e memoriais;
- na abertura e encerramento de reuniões cerimoniais dedicadas aos feriados;
- durante outras comemorações realizadas por autoridades estatais, autoridades locais e organizações estatais e não estatais.

## Letra

### Letra em Moldávio[3][4][5]
| PRIMEIRO VERSO (cirílico)                                                                                              | PRIMEIRO VERSO (latino)                                                                                                 |
| Трэяскэ Нистрения-мамэ, О царэ де фраць ши сурорь, Че драгосте фэрэ де сямэ Ць-о дэруе фийче, фечорь                   | Trăiască Nistrenia-mamă, O țară de frați și surori, Ce dragoste fără de seamă Ți-o dăruie fiice, feciori.               |
| Кынта-вом ливезь ши узине, Ораше, кэтуне, кымпий, Ку еле – ши'н зиуа де мыне О, царэ, просперэ не фий!                 | Cînta-vom livezi și uzine, Orașe, cătune, cîmpii, Cu ele – și-n ziua de mîne O, țară, prosperă ne fii!                  |
| Рефрен: Прин време пурта-вом Нумеле мындрей цэрь. Ту, Република либертэций, Ешть крезул ын пашниче зэрь.               | Refren: Prin vreme purta-vom Numele mîndrei țări. Tu, Republica libertății, Ești crezul în pașnice zări.                |
| SEGUNDO VERSO (cirílico)                                                                                               | SEGUNDO VERSO (latino)                                                                                                  |
| Кынта-вом ши вэй, ши колине, Лучеферь дин Ниструл кэрунт, Баладе'нцелепте, бэтрыне, Че'н вякурь дестойничь не-ау врут. | Cînta-vom și văi, și coline, Luceferi din Nistrul cărunt, Balade-nțelepte, bătrâne, Ce-n veacuri destoinici ne-au vrut. |
| Слэви-вом ероикул нуме, 'Н ачя бэтэлие кэзут Ши'н фаца меморией сфинте Ной цэрий журэм сэ-й фим скут!                  | Slăvi-vom eroicul nume, N acea bătălie căzut Și-n fața memoriei sfinte Noi țării jurăm să-i fim scut!                   |
| Рефрен (2x) Прин време пурта-вом Нумеле мындрей цэрь. Ту, Република либертэций, Ешть крезул ын пашниче зэрь.           | Refren (2x): Prin vreme purta-vom Numele mîndrei țări. Tu, Republica libertății, Ești crezul în pașnice zări.           |

### Letra em Russo[3][4][6][7]
| PRIMEIRO VERSO (cirílico) | PRIMEIRO VERSO (latino) |
| Мы славу поём Приднестровью, Здесь дружба народов крепка, Великой сыновней любовью Мы спаяны с ним навека. Восславим сады и заводы, Посёлки, поля, города В них долгие славные годы На благо Отчизны труда.     | My slavu pojom Pridnestrovjju, Zdesj družba narodov krepka, Velikoj synovnej ljubovjju My spajany s nim naveka. Vosslavim sady i zavody, Posjolki, polja, goroda V nih dolgije slavyje gody Na blago Otčizny truda.    |
| Припев: Пронесём через годы Имя гордой страны И Республике свободы Как правде, мы будем верны. | Pripev: Pronesjom čerez gody Imja gordoj strany I Respublike svobody Kak pravde, my budem verny. |
| SEGUNDO VERSO (cirílico) | SEGUNDO VERSO (latino) |
| Мы славим родные долины, Седого Днестра берега. О подвигах помним былинных, Нам слава отцов дорога. Восславим мы всех поименно, Погибших за наш отчий дом. Пред памятью павших священной Отечеству клятву даём. | My slavim rodnyje doliny, Sedogo Dnestra berega. O podvigah pomnim bylinnyh, Nam slava otcov dogora. Vosslavim my vseh poimenno, Pogibših za naš otčij dom. Pred pamjatjju pavših svjašcennoj Otečestvu kljatvu dajom. |
| Припев (2x): Пронесём через годы Имя гордой страны И Республике свободы Как правде, мы будем верны. | Pripev (2x): Pronesjom čerez gody Imja gordoj strany I Respublike svobody Kak pravde, my budem verny. |

### Letra em Ucraniano[3][4]
| PRIMEIRO VERSO (cirílico) | PRIMEIRO VERSO (latino) |
| --- | --- |
| Ми славимо край Придністров'я, Дме люди пишаються тим, Що дружбою, ладом, любов'ю Навіки пов'язані з ним. Прославимо наші заводи, Широкі лани і міста, Тут чесно працюють народи На благо Вітчизни труда.     | My slavymo kraj Prydnistrov’ja, Dme ľudy pyšajuťśa tym, Ščo družboju, ladom, ľubov’ju Naviky pov’jazani z nym. Proslavymo naši zavody, Šyroki lany i mista, Tut česno praćujuť narody Na blaho Vitčyzny truda.      |
| Приспів: Через доли і води Пронесемо ім'я Ми Республіки свободи, Хай живе тут народів сім'я. | Pryspiv: Čerez doly i vody Pronesemo im’ja My Respubliky svobody, Chaj žive tut narodiv sim’ja. |
| SEGUNDO VERSO (cirílico) | SEGUNDO VERSO (latino) |
| Ми славимо рідні долини, Красоти Дністра берегів, І нам не забути билини Про подвиги наших батьків. Прославимо всіх поіменно Полеглих за наш отчий дім, Де пам'ять загиблих священна, Вітчизні співаємо гімн. | My slavymo ridni dolyny, Krasoty Dnistra berehiv, I nam ne zabuti bylyny Pro podvyhy našych baťkiv. Proslavymo vsich poimenno Polehlych za naš otčyj dim, De pam’jať zahiblych svjaščenna, Vitčyzni spivajemo himn. |
| Приспів (2x): Через доли і води Пронесемо ім'я Ми Республіки свободи, Хай живе тут народів сім'я. | Pryspiv (2x): Čerez doly i vody Pronesemo im’ja My Respubliky svobody, Chaj žive tut narodiv sim’ja. |

## Traduções
| Tradução do Moldávio | Tradução do Russo | Tradução do Ucraniano |
| PRIMEIRO VERSO | PRIMEIRO VERSO | PRIMEIRO VERSO |
| --- | --- | --- |
| Viva à mãe Transnístria, Terra de irmãos e irmãs, Este amor imensurável, É um presente às tuas filhas e filhos. Cantemos aos pomares e às fábricas Cidades, aldeias e às planícies, Eles são o nosso futuro Ó Pátria, nos faça prosperar!           | Cantemos à glória da Pridnestróvia, Onde há amizade entre as pessoas, Grande amor filial Nós apoiaremos ela sempre. Jardins e fábricas glorificados Aldeias, campos, cidades - Por muitos anos gloriosos O trabalho ajudou a Pátria                            | Nós louvamos a Pátria Pridnestróvia, Da qual todos temos orgulho, Amizade, harmonia, amor, São sempre associados à ela. Famosa pelas suas plantas, Campos de trigo e cidades, Lá as pessoas são honestas, E trabalham pela Pátria |
| Refrão: Pelas eras levaremos, O nome da nossa Pátria, A República da liberdade É a nossa vista no horizonte | Refrão: Pelas eras levaremos, O nome da nossa Pátria E à República da Liberdade Seremos sempre fieis. | Refrão: Através do destino Vamos carregar o seu nome, Nós somos a República da Liberdade Que haja uma família de povos aqui. |
| SEGUNDO VERSO | SEGUNDO VERSO | SEGUNDO VERSO |
| Cantemos aos vales e aos montes, Às estrelas matinais do Dniester, Sábios e pessoas históricas Que por séculos o queria. Glorificaremos os nomes heroicos, Dos que em batalha caíram, Pela história nós iremos fazer, Com que a Pátria nos proteja. | Nós louvamos seus vales nativos, As margens cinzentas do Dniester. Lembrem-se das façanhas dos épicos, Dos nossos pais fundadores. Nós louvamos os nomes de todos Aqueles que pela Pátria morreram, Perante a memória dos caídos, Prestamos juramento à nação. | Nós louvamos os seus vales, A beleza das margens do Dniester, Não nos esqueçamos das façanhas, De nossos pais e avôs. Glorificai os nomes Dos mortos pelo nosso país, Por suas memórias, A Pátria canta este hino.                |
| Refrão (2x): Pelas eras levaremos, O nome da nossa Pátria, A República da liberdade É a nossa vista no horizonte | Refrão(2x): Pelas eras levaremos, O nome da nossa Pátria E à República da Liberdade Seremos sempre fieis. | Refrão (2x): Através do destino Vamos carregar o seu nome, Nós somos a República da Liberdade Que haja uma família de povos aqui.                                                                                                 |